# Semirossia patagonica
Semirossia patagonica är en bläckfiskart som först beskrevs av Smith 1881.  Semirossia patagonica ingår i släktet Semirossia och familjen Sepiolidae. IUCN kategoriserar arten globalt som livskraftig. Inga underarter finns listade i Catalogue of Life.